# Lourties-Monbrun
Lourties-Monbrun è un comune francese di 141 abitanti situato nel dipartimento del Gers nella regione dell'Occitania.

## Società

### Evoluzione demografica
Abitanti censiti